# Emily Procter
Emily Mallory Procter, ameriška filmska in televizijska igralka, * 8. oktober 1968, Raleigh, Severna Karolina, Združene države Amerike.
Najbolje je prepoznavna po svoji vlogi Calleigh Duquesne v seriji Na kraju zločina: Miami ter po stranski vlogi Ainsley Hayes v seriji Zahodno krilo.

## Življenjepis

### Zgodnje življenje
Emily Mallory Procter so kot dojenčico posvojili v Raleighu, Severna Karolina, Združene države Amerike. Ko je bila stara tri leta, sta se njena starša, William Procter (splošni zdravnik) in Barbara Jones (prostovoljka), ločila. Ima starejšega brata Whita, ki je tako kot ona posvojen.
Maturirala je na srednji šoli Ravenscroft v Raleighu. Med šolanjem na univerzi vzhodne Karoline je postala članica sestrstva Alpha Delta Pi. Potem, ko je diplomirala iz novinarstva in plesa, je sprejela vlogo napovedovalke vremena na kanalu WNCT-TV v Greenvilleu, Severna Karolina.

### Kariera
Potem, ko se je Emily Procter preselila v Los Angeles, ji je njen oče priskrbel sklad z nekaj denarja, s katerim si je lahko plačala šolnino za dve-letno igralsko šolo. Še preden je s šolanjem končala je zaigrala nekaj manjših vlog v filmih, kot sta Jerry Maguire (1996) in Breast Men (1997), kjer je zaigrala poleg Davida Schwimmra in Chrisa Cooperja. V tretji sezoni, izdani med letoma 1995 in 1996, je v nekaj epizodah serije Lois & Klark: Supermanove nove dogodivščine zaigrala Lano Lang. Leta 1997 je zaigrala nekaj manjših vlog, in sicer Mavis v televizijskem filmu The Dukes of Hazzard: Reunion ter Whitney v filmu Body Shots.
V NBC-jevi seriji Zahodno krilo se je v nekaj epizodah pojavila kot svetovalka Bele hiše, Ainsley Hayes. Poleg tega je v seriji Prijatelji v nekaj epizodah zaigrala Joeyjevo (Matt LeBlanc) dekle. Med letoma 2002 in 2012 je igrala Calleigh Duquesne v televizijski seriji Na kraju zločina: Miami; je dobra prijateljica svoje soigralke iz serije, igralke Jorje Fox, ki jo je prepričala, da je odšla na avdicijo za serijo. Leta 2007 je še z mnogimi drugimi igralkami sodelovala pri koncertu Live Earth, in sicer tako, da je na njem prebrala esej, ki ga je Michelle Gardner-Quinn napisala med študijem na univerzi Vermont.

### Zasebno življenje
Procterjeva rada varuje svojo zasebnost. Pogosto odide na počitnice s svojo sestro, ki je profesionalna kuharica. Dve uri na dan in pet dni na teden teče; pogosto se je udeležila triatlonov in maratonov. Je dobra igralka pokra; igre se je naučila še v otroštvu, ko je njen oče z njo igral igro, ki jo je imenoval »poker za peni«, in sodelovala je pri nekaj zvezdniških turnirjev pokra. Poje v glasbeni skupini iz osemdesetih, ki je ob začetkih nosila ime White Lightning, danes pa so jo preimenovali v Motion. Kot igralka je sodelovala pri prostovoljnem programu mladih pripovedovalcev (Young Storytellers Program), pogosto pa kot prostovoljka pomaga tudi v zavetiščih za brezdomne.
Procterjeva se zanima za notranje oblikovanje in starine; svoj dom v Los Angelesu je oblikovala po slogu, ki je bil popularen v dvajsetih v Španiji. Med stavko scenaristov leta 2007 je oblikovala dom svojega prijatelja v Saint Johnu, Virgin Islands. Marca 2009 je v posebni izdaji revije People, posvečeni countryju, povedala, da je oblikovala dom Kennyja Chesneyja v Malibuju. Bila je sodnica v televizijski oddaji Summer Showdown kanala Home & Garden Television.
Procterjeva in njen fant, glasbenik Paul Bryan, sta 8. decembra 2010 dobila hčerko Philippo Frances »Pippo«. Njena nosečnost ni bila vključena v deveto sezono serije Na kraju zločina: Miami, zato pa se je v seriji pojavila bolj redko.

## Filmografija
| Leto            | Naslov                                      | Vloga                 | Opombe                                  |
| --------------- | ------------------------------------------- | --------------------- | --------------------------------------- |
| 1995            | Fast Company                                | Roz Epstein           |                                         |
| 1995            | Leaving Las Vegas                           | Debbie                |                                         |
| 1995            | Prijatelji                                  | Annabel               | TV, ena epizoda                         |
| 1996            | Lois & Klark: Supermanove nove dogodivščine | Lana Lang             | TV, ena epizoda                         |
| 1996            | Crosscut                                    | Dekle za pultom       |                                         |
| 1997            | Pa me usterli                               | Napovedovalka vremena | TV, ena epizoda                         |
| 1997            | The Dukes of Hazzard: Reunion!              | Mavis                 |                                         |
| 1997            | The Girl Gets Moe                           | Tammy                 |                                         |
| 1997            | Družinski načrt                             | Julie Robins          |                                         |
| 1997            | Early Edition                               | Colleen Damski        | TV, one episode                         |
| 1997            | Breast Men                                  | Laura Pierson         |                                         |
| 1999            | Kingdom Come                                | Neznano               |                                         |
| 1999            | Guinevere                                   | Susan Sloane          |                                         |
| 1999            | Body Shots                                  | Whitney Bryant        |                                         |
| 1999            | Forever Fabulous                            | Tiffany Dawl          |                                         |
| 1999            | Platinaste škarje                           | Mlajša Valhenna Woman |                                         |
| 2000–2002, 2006 | Zahodno krilo                               | Ainsley Hayes         | TV, 12 epizod                           |
| 2001            | Submerged                                   | Frances Naguin        |                                         |
| 2002            | Na kraju zločina                            | Calleigh Duquesne     | TV, ena epizoda — »Cross Jurisdictions« |
| 2002–2012       | Na kraju zločina: Miami                     | Calleigh Duquesne     | Glavna vloga                            |
| 2006            | Hiša debele mame 2                          | Leah Fuller           |                                         |
| 2009            | Barry Munday                                | Deborah               |                                         |
| 2013            | White Collar                                | Amanda Callaway       | TV, 2 epizodi                           |